# انحياز الانتباه

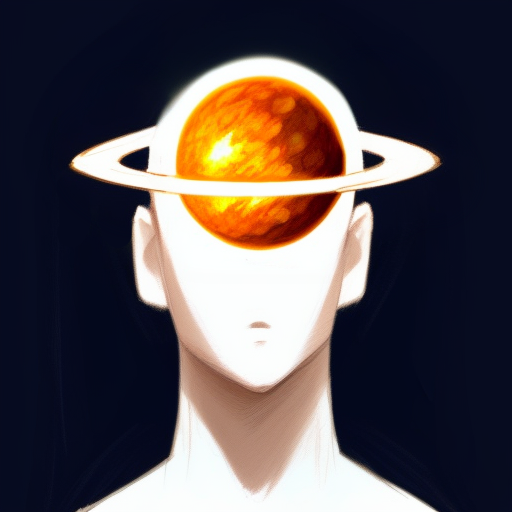
الانحياز للانتباه (عارضة أزياء بها كوكب للدماغ، محاط بنظام حلقي يمثل الأفكار المتكررة استجابةً للانتباه.)

انحياز الانتباه أو الانحياز الانتباهي (بالإنجليزية: Attentional bias)‏ هو ميل انتباه الناس إلى التأثر بأفكارهم الحاضرة في الذهن خلال وقت معين. ربما تفسر انحيازات الانتباه فشل الفرد في التفكير في البدائل الممكنة، حيث تقود أفكار محددة قطار التفكير بطريقة معينة. فعلى سبيل المثال، يميل المدخنون إلى الانحياز إلى السجائر وأي دال عليها في الأرجاء، بسبب الأفكار الإيجابية التي نسبوها بالفعل إلى التدخين والتلميحات التي تعرضوا إليها أثناء التدخين. ارتبط الانحياز الانتباهي أيضًا بأعراض طبية وثيقة الصلة مثل الاكتئاب واضطراب القلق.

## في اتخاذ القرار
من أجل اختبار الانحياز الانتباهي، ثمة تجربة شائعة تنطوي على متغيرين، العامل (س) والنتيجة (ص). ويمكن لكليهما أن يكون حاضرًا (ح) أو غائبًا (غ). تتكون التجربة من أربع احتمالات:
1. العامل والنتيجة كلاهما حاضران (س-ح/ص-ح)
2. العامل والنتيجة كلاهما غائبان (س-غ/ص-غ)
3. العامل حاضر، لكن النتيجة غائبة (س-ح/ص-غ)
4. النتيجة حاضرة، لكن العامل غائب (س-غ/ص-ح)

يمكن كتابة المتغيرات في هذا الجدول:
|              | س حاضرًا (س) | س غائبًا (س") |
| ------------ | ----------- | ------------ |
| ص حاضرًا (ص)  | س-ح/ص-ح     | س-غ/ص-ح      |
| ص غائبًا (ص") | س-ح/ص-غ     | س-غ/ص-غ      |

من الأسئلة الشائعة التي تطرح نفسها بناءً على بنية التجربة السابقة: «هل يجيب الإله الدعوات؟» وبسبب انحياز الانتباه، يميل المؤمنون للإجابة بـ«نعم». فهم يركزون على الحضور/الحضور، في خلية (س/ص)، حيث يتسبب إيمانهم الديني بإله في صب تركيزهم على المواقف التي حصلوا فيها على ما طلبوا، ولذلك يعتمدون التبرير التالي: «كثيرًا ما طلبت من الرب أشياءً فأعطاني إياها.» وأيضًا بسبب انحياز الانتباه، يميل الملحدون إلى حصر البيانات في الحضور/الغياب: «هل أعطاني الرب أبدًا شيئًا لم أطلبه؟» أو «هل سألت الرب شيئًا ولم أحصل عليه؟» تدعم تلك التجربة أيضًا استنتاج سميدسولاند القائل بأن الأشخاص يميلون إلى تجاهل جزء من الجدول بناءً على انحيازات الانتباه الخاصة بهم.
يمكن توضيح تلك السيناريوهات في جدول مثل الموضح بالأعلى:
|                 | طلب من الإله س (س) | لم يطلب من الإله س (س") |
| --------------- | ------------------ | ----------------------- |
| حُققت س (ص)      | س/ص                | س"/ص                    |
| لم تتحقق س (ص") | س/ص"               | س/ص"                    |

عند اتخاذ القرار، تتجه انحيازات الانتباه إلى المحفزات الإيجابية المرتبطة بالعديد من النتائج الإيجابية، مثل المزيد من التواصل الاجتماعي والمزيد من السلوك الإيثاري، والتقليل من الاضطرابات النفسية، والتقليل من السلوكيات المؤدية للانفصال العاطفي. على الجانب الآخر، يظهر أن الأفراد المصابين بأعراض سريرية ذات صلة، مثل اضطراب القلق أو الألم المزمن، يميلون إلى التعرف على دلائل التهديد بصورة تفوق دلائل الإشادة. في إحدى التجارب، قُدمت مجموعة من الأوجه ذات دلالات مختلفة (محايد ومهدد وسعيد) والمطالبة برد فعل قسري بمدتين زمنيتين وهما 500 و1250 مللي ثانية. بالنسبة للأفراد المصنفين بالقلق، كان هناك دليل قوي للغاية حول تفضيلهم لتعبيرات الوجه المهددة نتيجة انحياز الانتباه. علاوة على ذلك، ارتبطت زيادة حالة الانزعاج بالميل إلى تجنب الوجوه السعيدة. يؤدي هذا الميل إلى تأثير التصاعد، حيث يؤدي رؤية الشخص للوجوه السلبية إلى المزيد من القلق مما يزيد من حالته سوءً ويزيد من ميله إلى تجنب المحفزات الإيجابية؛ وهو شكل من نمط التجنب-المراقبة. and ألم مزمن
من الملاحظ أن هناك اختلافًا في انحياز الانتباه بين الأفراد القلوقين والمصابين بالاكتئاب، فقدعُرضت أزواج من الكلمات على الخاضعين للدراسة، ونقطة تحقق متابعة لكل كلمة من زوج الكلمات (نموذج نقطة التحقق). قُدم نصف أزواج الكلمات على مستوى دون شعوري، أما النصف الآخر فقُدم على المستوى الشعوري، ثم قيست الاستجابات بعد ذلك. وكما كان متوقعًا، أظهرت المجموعات المكتئبة والقلوقة انحيازًا انتباهيًّا تجاه الكلمات السلبية مقارنة بمجموعة التحكم الطبيعية. على المستوى الشعوري، أظهرت المجموعة المكتئبة مراقبة أكبر لمؤثرات التهديد عن المجموعة القلوقة. أما بالنسبة لمحفزات التهديد على المستوى دون الشعوري، أظهرت المجموعة القلوقة انتباهًا أكبر، مما ينطوي على انحياز مرتبط بالقلق على المستوى دون الشعوري.

## السلوك الإدماني
تأكد الباحثون خلال العقدين الماضيين أن السلوك الإدماني يرتبط بانحياز انتباهي تجاه دلائل المادة المسببة للإدمان، وعن كيفية تحديد الأخيرة للسابقة. يُعتبر مثال التدخين من الأمثلة البارزة على ذلك.
اختبر البحث العلمي (باستخدام نموذج ستروب) تأثير خلط الكلمات الدالة على التدخين (السجائر، الدخان) مع كلمات سلبية الدلالة (مرض، ألم، ذنب)، وكلمات إيجابية الدلالة (آمن، سعيد، آمل) وكلمات محايدة الدلالة (أداة، مجرف). أظهرت النتائج ارتباطًا قويًّا بين رد الفعل البطئ ودرجة سلبية اللغة المستخدمة عند مناقشة التدخين. تشير النتائج إلى الانحياز الانتباهي، وإلى تأثير اللغة السلبية على موقف الأفراد تجاه التدخين. عندما طُلب منهم أن يفكروا في العواقب السلبية للتدخين، حيث حفزت اللغة السلبية مشاعر سلبية تجاه التدخين، أظهروا شهوة أقل للتدخين من الأشخاص المدخنين بالفعل. توضح التجربة تأثير الانحياز الانتباهي على بيئة دلائل التدخين كيف تساهم في عدم قدرة المدخن على الإقلاع. وكما أشرنا سابقًا، فإن الانحياز الانتباهي يتأثر بالمنبهات دون الشعورية، لذلك ففي حالة المدخن، إنهم معرضون لمنبهات مرتبطة بمواد الإدمان مثل الانتباه لوجود مدخنين آخرين أو إعلانات للسجائر. تثير المنبهات توقعات إتاحة المادة، مما يخلق انحيازًا للانتباه لمنبهات المادة مثار الإدمان ويؤدي إلى زيادة الشهية للمادة.
استنتجت دراسات مشابهة عن نموذج ستروب أن الانحياز الانتباهي غير معتمد على التدخين في حد ذاته، لكن عوضًا عن ذلك، على الشخص المدخن الذي يظهر الانحياز الانتباهي. طلبت دراسة حديثة من مجموعة من المدخنين أن يقلعوا عن التدخين لمدة يوم وطلبوا من مجموعة أخرى أن يمسكوا عنه أقل من ساعة. خلق الامتناع عن التدخين وقت استجابة أقل، لكن عطلة التدخين بين الجلسات أظهرت زيادة وقت الاستجابة. يقول الباحثون أن هذا يظهر أن إدمان النيكوتين يعزز من الانتباه، لكنه لا يعتمد مباشرة على التدخين نفسه بسبب عدم كفاية الدليل. تقترح مدة رد الفعل الأطول أن المدخنين يشتهون إطالة التدخين عند تعرضهم لكلمات ذات صلة بالتدخين. أظهر المدخنون والمدخنون المحاولون أن يقلعوا عن التدخين نفس رد الفعل الأبطأ لنفس الكلمات المتعلقة بالتدخين، مما يدعم البحث القائل بأن الانحياز الانتباهي هو آلية سلوكية بدلًا من كونها آلية إدمانية، بسبب الحقيقة القائلة بأن المدخنين كانوا أبطأ بناءً على الكلمات المتعلقة بالتدخين والكلمات السلبية، لكن البطء لم يظهر بالكلمات المحايدة أو الإيجابية.
الإدمان على المخدرات من الأمثلة على الانحياز الانتباهي؛ حيث تؤدي بعض الذكريات أو الموضوعات إلى تعزيز وتقوية الشهوة للمخدر. من السهل بالنسبة لهؤلاء الأشخاص المتعرضين لتلك التجارب أن ينتكسوا ويبدأوا الإدمان من جديد، لأن تلك المنبهات أثبتت أنها أقوى من تجنبها. هناك بعض الطرائق التي يمكن من خلالها التغلب على الانحياز الانتباهي، مثل العلاج المبني على المحفز. يعطي هذا النوع من العلاج فرصة لأولئك الذين يعانون من الإدمان والانتكاس من أجل التغلب على الخوف المبدئي المرتبط بموضوع معين. وجدت دراسة أجراها الباحثون في هولندا أنه بإعطاء المشاركين الفرصة لحضور جلسات العلاج خلال علاجهم من الإدمان، استطاع المزيد من المشاركين من البقاء لمدة أطول بلا إدمان مقارنةً بأولئك المنتكسين. لذلك يمكننا أن نستنتج أنه بتعريض المشاركين للعلاج يقل عدد المشاركين المنتكسين الذين يغادرون مصلحة العلاج. يظهر اختيار ستروب أيضًا في هذه الدراسة أن المكون الرئيس المشترك بين مجموعة التحكم ومجموعة العلاج كان الزمن فقط. ادعى الباحثون أن الذين تلقوا العلاج كان رد فعلهم أسرع لبعض المحفزات المتعلقة بالمخدر مقارنة بأولئك في مجموعة التحكم. يعني ذلك أنه بسبب الانحياز الانتباهي، يميل المدمنون المتلقون للعلاج إلى مقاومة الذكريات بصورة أسهل مقارنة بأولئك الذين لم يتلقوا علاجًا مناسبًا. بعبارة أخرى، يجب أن تأخذ الدولة خطوات محددة في مصالح علاج الإدمان لضمان أنه لن ينشأ ثانية. وأيضًا يجب أن تتابع العلاجات من هذا النوع وأن تصير إجبارية لضمان عدم حدوث أقل عدد من الانتكاسات بعد العلاج.